# Palmeta
Palmeta (prema francuskoj riječi „palmette“ – palmin list) je naziv za lepezast ukrasni motiv koji se sastoji od stiliziranih listova palme. Kod palmetnih ukrasa koji rese središte nekog arhitektonskog elementa (npr. zabata) ili skulpture, ili slikarskoga djela, u simetrali ukrasa se nalazi najduži, srednji list, a bočni, kraći listovi su skladno raspoređeni s lijeve i desne strane, dok su palmete koje imaju ulogu rubnih ukrasa arhitekture, skulpture ili slikarstva obično „prelomljene“ pod kutom od 90 stupnjeva (tako da je jedna njihova polovica jasno vidljiva s prednje, a druga s bočne strane ruba), te se njihova simetričnost jasno vidi jedino onda kada ih se gleda pod kutom od 45 stupnjeva.
Palmeta se najprije javila u staroegipatskoj i kretsko-mikenskoj umjetnosti, no u grčkoj i etruščanskoj umjetnosti postaje gotovo neizostavnim uresom sakralnih i profanih građevina.
Palmete nalazimo u antičkom slikarstvu i skulpturi kao pojedinačni element (npr. palmetni antefiks od terakote ili akroterij), ili kao dio friza. 
Palmete također rado koriste sva razdoblja koja se ugledaju na klasičnu antiku, a osobito renesansa i klasicizam.
Složeni razvoj palmetnog ukrasa, iz provtno solarnoga motiva ka vegetabilnom ornamentu, prvi je ozbiljnije počeo istraživati Alois Riegl svojoj knjizi Stilfragen iz 1893.